# Las amazonas (película)
Las amazonas (título original en italiano: Le guerriere dal seno nudo) es una película de aventuras de coproducción italo-franco-española dirigida por Terence Young y estrenada en 1973.

## Argumento

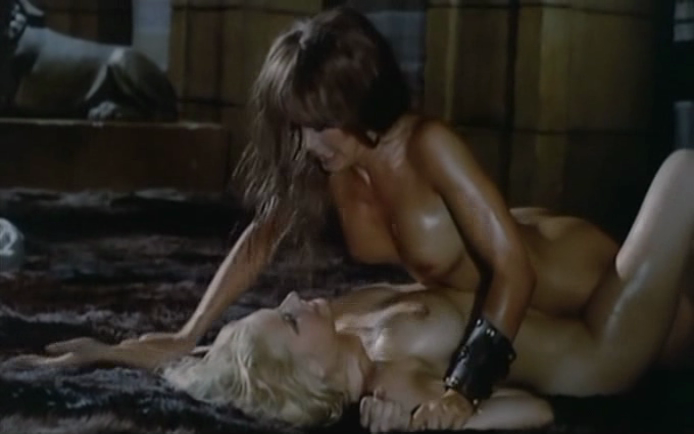
La pelea entre Antíope (Alena Johnston, abajo) y Oreteia (Sabine Sun, arriba).

En una época legendaria, hubo una tribu compuesta únicamente por mujeres: las amazonas. Eran guerreras que luchaban entre sí para ocupar el trono. Cada año se relacionaban con hombres para concebir hijos y después sacrificaban a los bebés varones para preservar la supremacía de las hembras. Un día, una tribu de guerreros griegos les tienden una emboscada.

## Reparto
- Alena Johnston: Antíope.
- Sabine Sun: Oreteia.
- Rosanna Yanni: Pentesilea.
- Malisa Longo: Leutera.
- Helga Liné: gran sacerdotisa.
- Luciana Paluzzi: Fedra.
- Angelo Infanti: Teseo.
- Fausto Tozzi: general.
- Benito Stefanelli: comandante.
- Rayna Potok: Melanipe.
- Lucy Tiller: Alana.
- Almut Berg: Cynara.
- Ángel del Pozo: capitán.
- Franco Borelli: Peritous.
- Rita Calderoni: Amazona.
- Florence Cayrol: Amazona (como Claudie Perrin).
- Slavica Jeremić: Amazona.

## Localidades de rodaje
Está rodada en Almería, Andalucía, España.

## Metraje
La película tuvo una mutilación del metraje en España: se estrenaron en ese país 93 minutos, frente a los 105 del montaje italiano y los 89 del estadounidense. Fue mal acogida por el público español, y la versión íntegra en italiano tenía mayor calidad.

## Censura
La película tuvo problemas con la censura en Italia e inicialmente la Comisión de Revisión del país se manifestó en contra de su exhibición libre, limitando su exhibición a menores de 18 años. El recurso de Monteluce Film no fue aceptado y la comisión emitió una autorización formal, confirmando la prohibición de exhibición para menores de 18 años.